# Landanaelops
Landanaelops è un genere estinto di pesci ossei appartenente all’ordine Elopiformes, vissuto durante il Paleocene inferiore, nel Selandiano. I suoi fossili provengono dalla località di Landana, nella Provincia di Cabinda (Angola), e sono noti da un singolo esemplare attribuito alla specie tipo Landanaelops gunnelli.

## Etimologia
Il nome generico Landanaelops deriva dalla località di ritrovamento (Landana) combinata con il suffisso -elops, che richiama il genere moderno Elops. Il nome specifico gunnelli è stato assegnato in onore del paleontologo statunitense Gregg F. Gunnell (1954–2017), noto per i suoi studi sui mammiferi del Paleogene e per il suo ruolo nel progetto internazionale PalEurAfrica.

## Descrizione
Landanaelops gunnelli era un pesce di dimensioni moderate, con una lunghezza corporea stimata attorno ai 55 cm. Si distingue da tutti gli altri elopiformi noti per la presenza di un processo quadratico fuso con il corpo del quadrato, con un ingrossamento evidente lungo il bordo ventrale dell’osso, e per la presenza di un solco interno per il sinplettico. 
Tra le caratteristiche anatomiche peculiari figurano un dermetmoide indipendente, un nasale tubulare, un cranio medioparietale, grandi ossa orbitosfenoidi e pleurosfenoidi, e un autosfenotico che ospita la camera dell’ampolla anteriore dell’orecchio interno. Il palatino è privo di denti, mentre le mascelle e la mandibola presentano file di denti minuti. Il primo infraorbitale possiede un processo dorsale anteriore espanso, che raggiunge il frontale e contribuisce al margine orbitale anteriore, caratteristica condivisa con Elops e Nardoelops. La prima vertebra è fortemente ridotta e completamente fusa con il basioccipitale, risultando integrata nella scatola cranica.

## Classificazione
Appartenente agli Elopiformes, Landanaelops mostra affinità morfologiche con generi come Elops e Nardoelops, ma possiede una combinazione unica di caratteristiche anatomiche che giustificano la sua assegnazione a un nuovo genere. Si distingue in particolare per alcune peculiarità del cranio e della mandibola, che non si riscontrano in altri elopiformi noti.

## Materiale fossile
L’olotipo è rappresentato dal campione MRAC RG 9184, conservato presso il Museo reale dell'Africa centrale di Tervuren, Belgio. Fu raccolto nel 1937 da E. Dartevelle presso Landana (Angola), in sedimenti datati al Paleocene inferiore (Selandiano). Il fossile comprende un cranio parziale e i primi sei centri vertebrali. 